# Wassili Petrowitsch Kreitan
Wassili Petrowitsch Kreitan, geboren Wilhelm Ferdinand Kreitan, (russisch Василий Петрович Крейтан, Вильгельм Фердинанд Крейтан; * 12. Märzjul. / 24. März 1832greg. in Fredrikshamn, Großfürstentum Finnland; † 29. Maijul. / 10. Juni 1896greg.  in St. Petersburg) war ein russischer Bildhauer.

## Leben
Kreitans deutschstämmiger Vater Peter Kreitan (Kretan) war Bildhauer und Holzschnitzer. Er schuf in St. Petersburg die Ikonostase für die Kirche des Hofstallamtes, Hautreliefs für die lutherische Sankt-Petri-Kirche und beteiligte sich am Wiederaufbau des Winterpalasts nach dem Brand von 1837. Kreitans älterer Bruder Fjodor (Christian Friedrich) Kreitan absolvierte die Kaiserliche Akademie der Künste (IACh) und war Künstler und Bildhauer.
Kreitan besuchte in St. Petersburg die Petrischule und studierte an der IACh. 1857 erhielt er für seine Arbeit die Kleine Silbermedaille. Er trat 1858 in die Bildhauerei-Klasse Nikolai Pimenows und Peter Clodts von Jürgensburg der IACh ein. Im selben Jahr erhielt er eine weitere Kleine Silbermedaille und 1859 die Große Silbermedaille. Seine Statue eines Sämanns wurde 1862 mit der Kleinen Goldmedaille ausgezeichnet.
1863 wurde Kreitan vom Rat der IACh zum Wettbewerb der Besitzer der Kleinen Goldmedaille um die Große Goldmedaille mi sechsjährigem Auslandsstipendium  des Innenministeriums zugelassen, der zum 100. Jahrestag der von Katharina II. gegebenen Akademie-Satzung durchgeführt wurde. Als der Rat der IACh die Regeln änderte und den Genre- und Historienmalern die freie Themenwahl nahm und alle Eingaben zur Wiederherstellung der alten Regeln nicht beantwortet wurden, kam es zum Aufstand, indem 13 Maler unter der Führung I. N. Kramskois und dazu der Bildhauer Kreitan sich aus dem Wettbewerb zurückzogen (Aufstandsbund der Vierzehn). Die Vierzehn verließen die IACh mit einem Abschlusszeugnis als Künstler II. Klasse. Der gestörte Wettbewerb wurde Kaiser Alexander II. gemeldet, worauf der Hofminister Wladimir Adlerberg den St. Petersburger Generalgouverneur Alexander Suworow zur inoffiziellen polizeilichen Überwachung der Vierzehn aufforderte. Auf Initiative Kramskois gründeten die Vierzehn 1863 das St. Petersburger Künstler-Artel, das die erste unabhängige russische Künstlerorganisation zur gegenseitigen Unterstützung war und bis 1871 existierte.

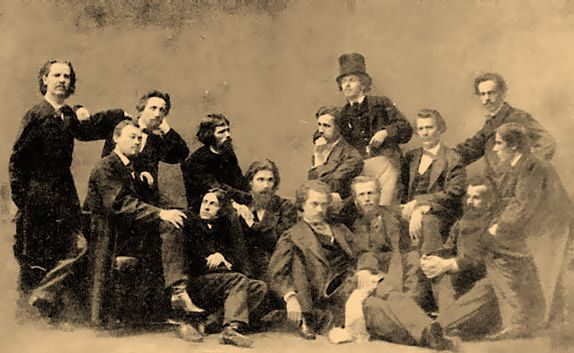
Die Künstler des Künstler-Artels 1863 (von links stehend: J. G. Wenig, F. S. Schurawljow, A. I. Morosow, I. N. Kramskoi, K. W. Lemoch, A. D. Litowtschenko, K. J. Makowski, N. D. Dmitrijew-Orenburgski, N. P. Petrow; sitzend: Kreitan, M. I. Peskow, N. S. Schustow, A. I. Korsuchin, A. K. Grigorjew)

Nach dem Tod Nikolai Pimenows 1864 vollendete Kreitan mit Genehmigung der IACh die von Pimenow nur modellierte Statue Michail Woronzows, die 1867 in Tiflis aufgestellt und nach der Oktoberrevolution zerstört wurde. 1869 wurde Kreitan für seine auf der IACh-Ausstellung vorgestellte Porträt-Büste zum Künstler I. Klasse ernannt. Er gab Privatunterricht und war staatlich anerkannter Lehrer für Zeichnen und Entwerfen am 2. St. Petersburger Militärgymnasium und am Pagenkorps. Von 1870 bis 1891 lehrte er Modellieren in der Kaiserlichen Gesellschaft zur Förderung der Künste.
1880 beschloss die St. Petersburger Stadtduma, Büsten bedeutender Wissenschaftler und Künstler im Alexander-Garten aufzustellen. Eine Wettbewerbskommission mit dem Leiter Nikolai Benois wurde gegründet. Anfangs wurden 14 Büsten vorgesehen. Die große Zahl wurde öffentlich kritisiert, weil sie den Eindruck eines Friedhofs hervorrufen würde. Kreitan gewann 1884 den Wettbewerb für die Büste Wassili Schukowskis, an dem auch Artemi Ober und Robert Bach teilnahmen. Kreitans Bronze-Büste wurde 1886 auf der IACh-Ausstellung vorgestellt, und das Denkmal wurde 1887 eingeweiht. 1892 gewann Kreitan den Gogol-Wettbewerb, an dem Nikolai Lawerezki, Michail Popow, Matwei Tschischow, Alexander Opekuschin und Artemi Ober teilnahmen. Kreitan fertigte die Büste in Parmen Sabellos Atelier an. 1892 gewann Kreitan auch den Wettbewerb für das Lermontow-Denkmal, das die Stadtduma 1891 trotz der Kritik des Ober-Prokurators des Heiligsten Synods Konstantin PPobedonoszew beschlossen hatte. Auch hier nahmen  Nikolai Lawerezki, Michail Popow, Matwei Tschischow, Alexander Opekuschin und Artemi Ober teil. Die Denkmäler für Gogol und Lermontow wurden Im Juni 1896 kurz nach Kreitans Tod eingeweiht.

## Werke (Auswahl)

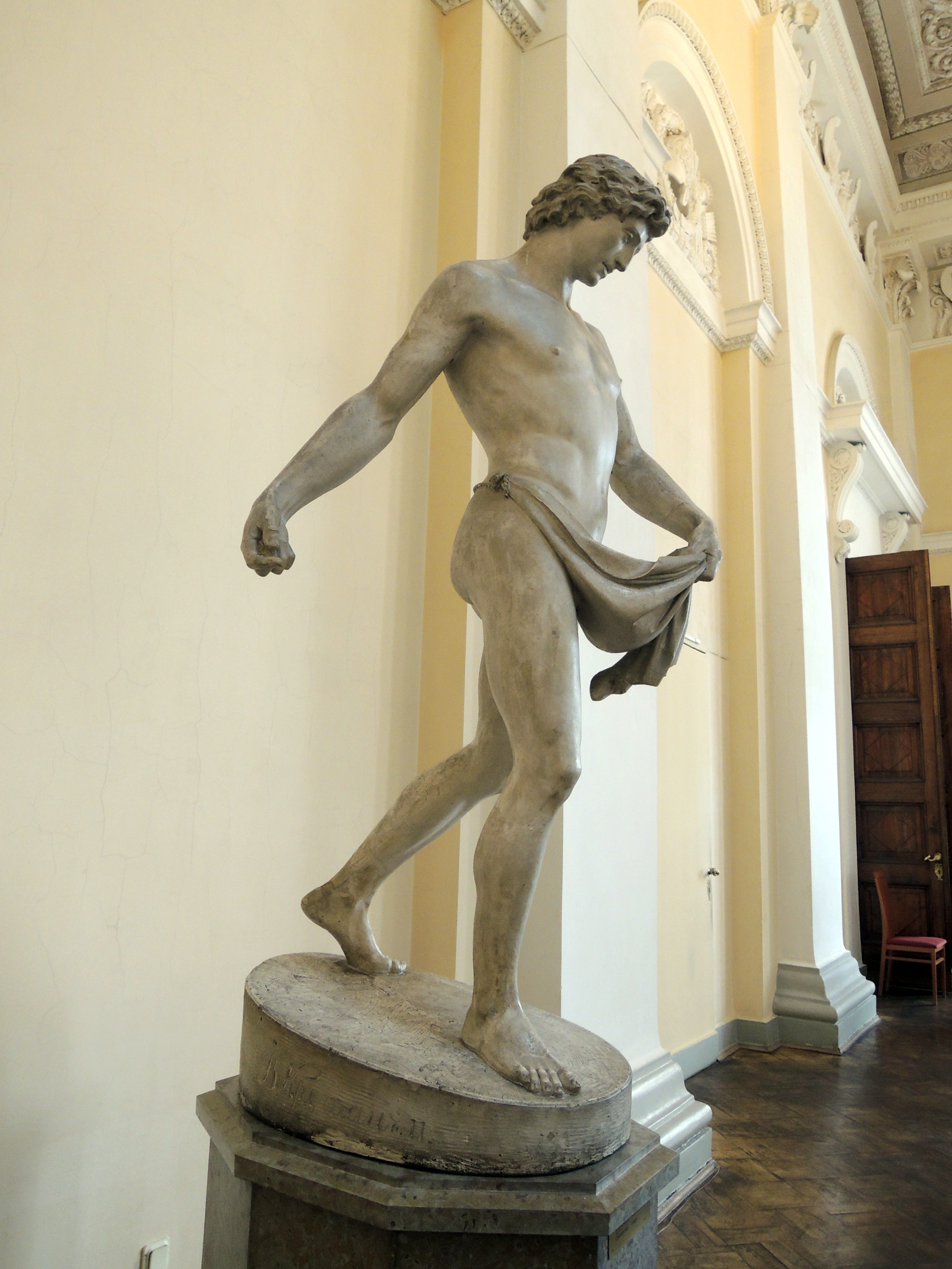
Sämann, Michailowski-Palast
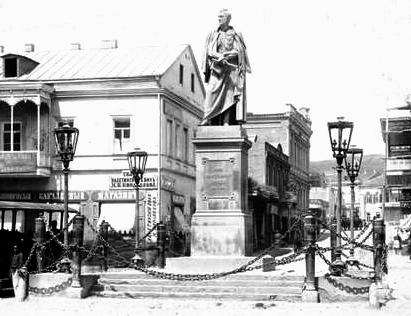
Woronzow-Denkmal, Tiflis (nicht erhalten)
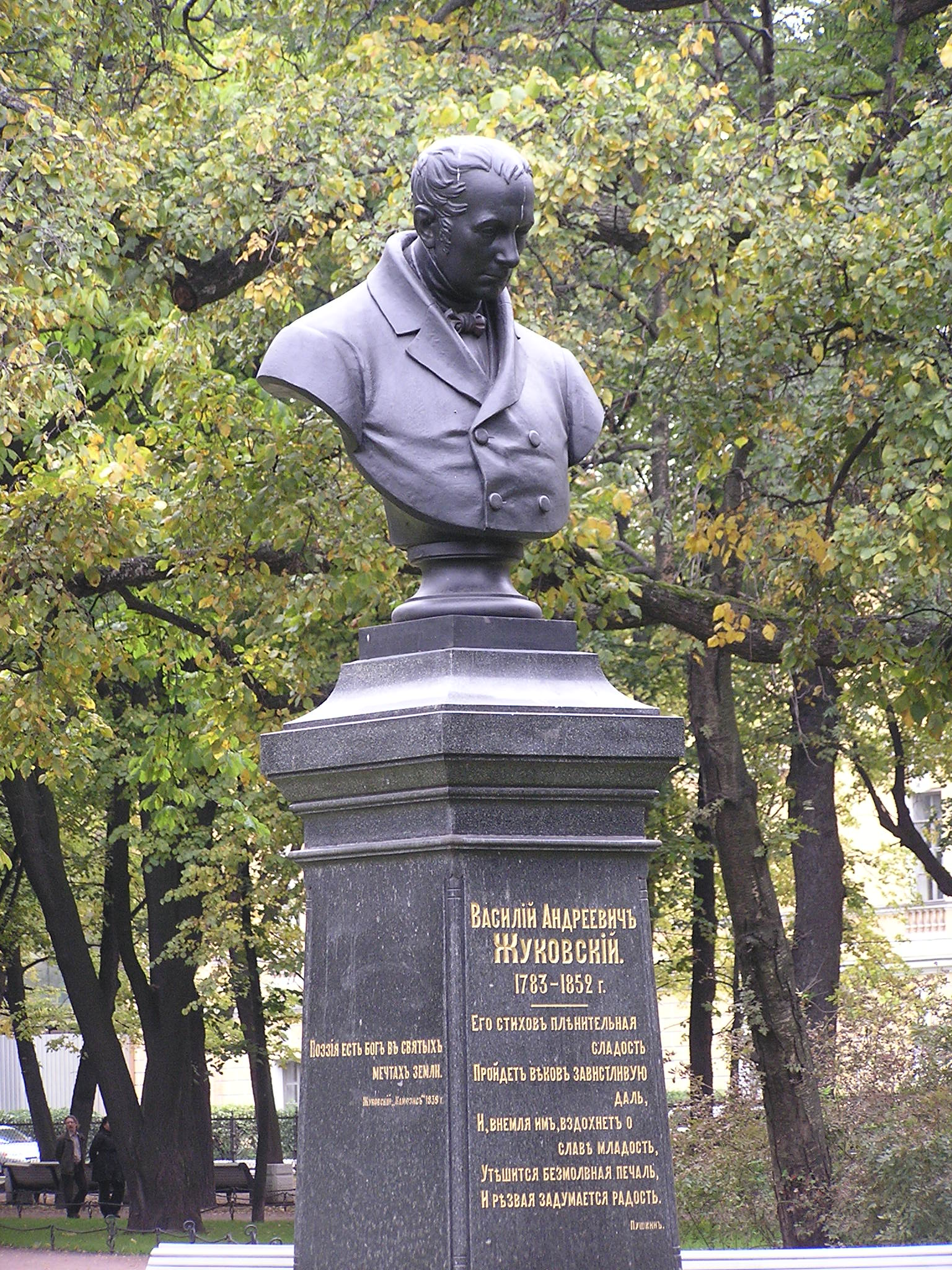
Schukowski-Denkmal, Alexander-Garten, St. Petersburg
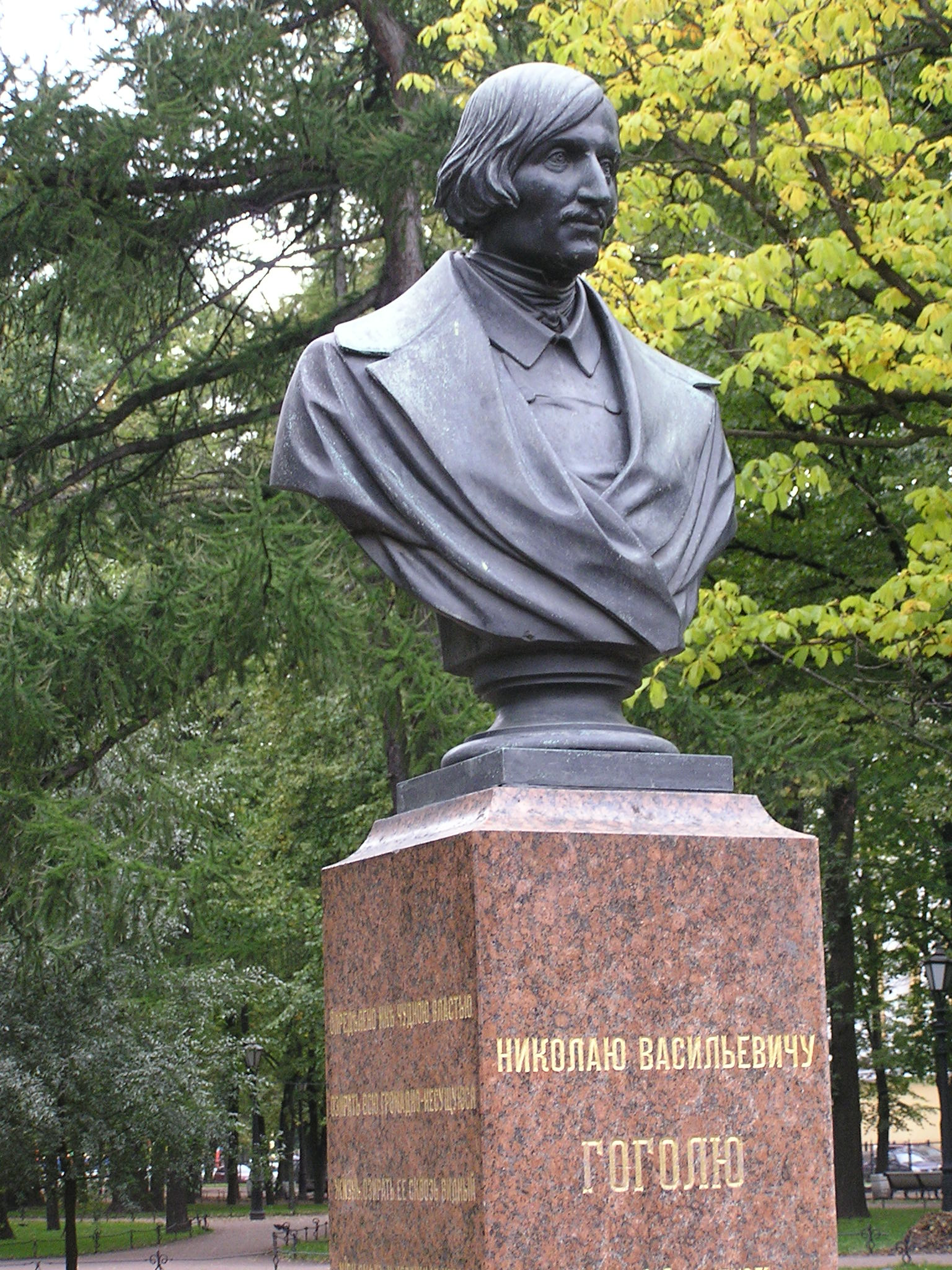
Gogol-Denkmal, Alexander-Garten, St. Petersburg
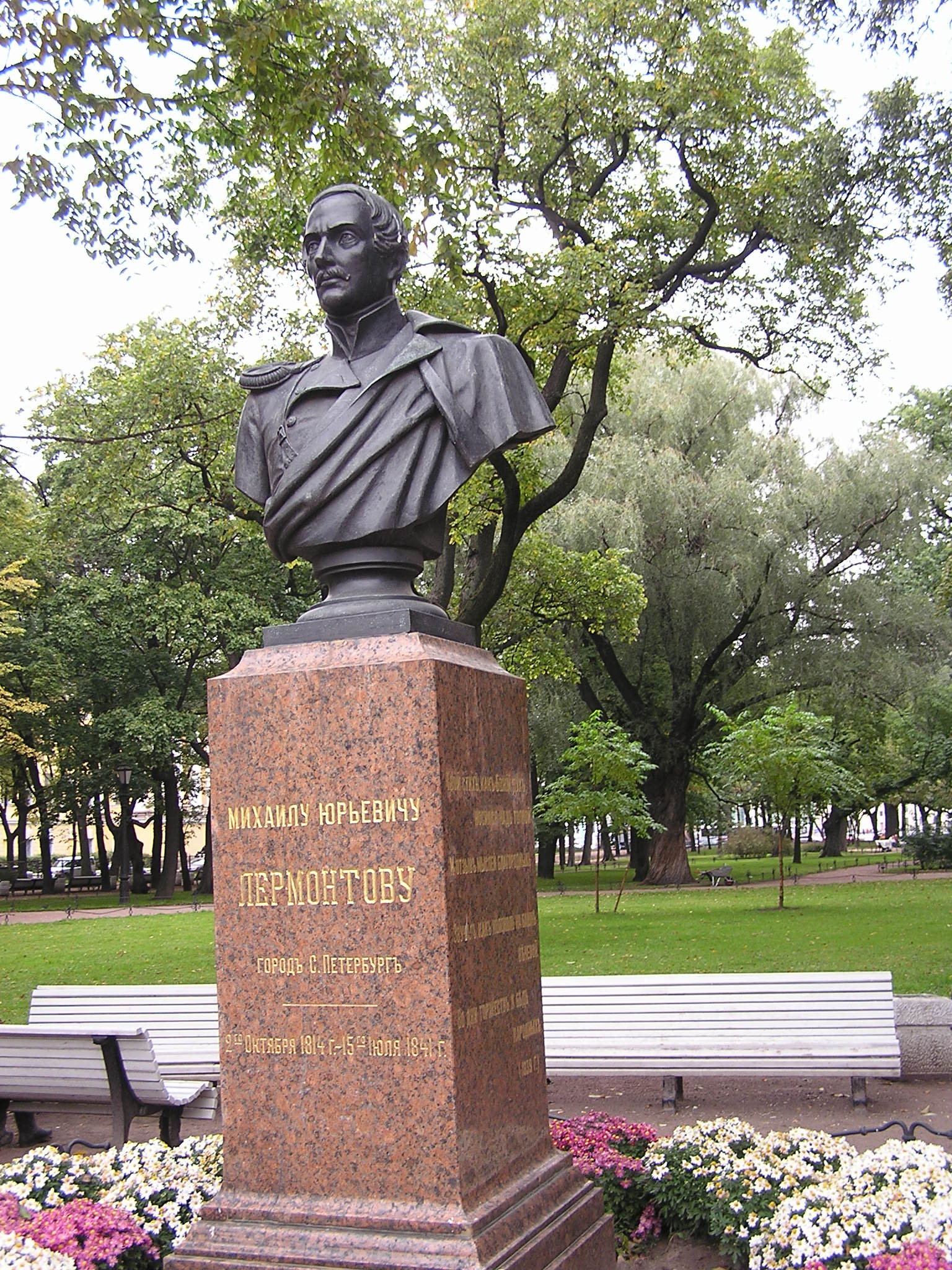
Lermontow-Denkmal, Alexander-Garten, St. Petersburg